# 血夜頌歌
《血夜頌歌》（英語：Blood Canticle）是美國作家安·萊絲的系列小說「吸血鬼紀事」第十部，於2003年10月28日出版。譯林出版社於2007年12月1日發行簡體中文版，由嚴志軍和郭萍萍合譯。此作增加了來自上一部作品《布萊克伍德莊園》和「梅菲爾女巫生涯」系列裡的新角色。安·萊絲原本是將這部小說作為「吸血鬼紀事」系列的完結篇，讓這位著名吸血鬼黎斯特·德·萊昂柯特的傳奇就此劃下句點。但在2014年3月，她宣佈將會出版此系列的第十一部作品《黎斯特王子》。

## 反響
《血夜頌歌》在亞馬遜網站上遭到許多讀者的「毒舌式負面評價」，萊絲隨後也在網站上寫下一篇措辭激烈的「1200字強力防禦」回復。萊絲說之所以寫下這篇回復，是因為多數評價中都包含針對她的寫作能力、身體健康和心理狀況的人身攻擊，這些攻擊式評論認為自從她的丈夫於2002年去世以後，她整個人的狀態已經每況愈下。不過萊絲也說她收到很多其他作者對她表達支持的郵件，他們認為亞馬遜上的留言「粗俗不堪且毫無價値」。

## 外部連結
- Blood Canticle at Anne Rice's official site （页面存档备份，存于） （英文）